# La Feuillée
La Feuillée (bretonisch Ar Fouilhez) ist eine französische Gemeinde in der  Bretagne im Département Finistère mit 684 Einwohnern (Stand 1. Januar 2022).

## Lage
Der Ort liegt im Regionalen Naturpark Armorique (französisch Parc naturel régional d’Armorique), an den Ausläufern des Höhenzuges Monts d’Arrée in einer hügeligen und waldreichen Umgebung.
Morlaix liegt 20 Kilometer nördlich, Brest 46 Kilometer westlich, Rennes 165 Kilometer ostsüdöstlich und Paris etwa 460 Kilometer östlich. Hier entspringt das Flüsschen Fao.

## Verkehr
La Feuillée liegt abgelegen von den Hauptverkehrswegen. Bei Morlaix und Landivisiau befinden sich die nächsten Abfahrten an der Schnellstraße E 50 (Rennes-Brest) und Regionalbahnhöfe an der parallel verlaufenden Bahnlinie.
Bei Brest und Rennes gibt es die nächstgelegenen Regionalflughäfen.

## Bevölkerungsentwicklung
| Jahr                       | 1962 | 1968 | 1975 | 1982 | 1990 | 1999 | 2006 | 2017 |
| Einwohner                  | 901  | 781  | 691  | 619  | 555  | 604  | 657  | 641  |
| Quellen: Cassini und INSEE |      |      |      |      |      |      |      |      |

## Sehenswürdigkeiten
- Kirche Saint-Jean-Baptiste

Siehe auch: Liste der Monuments historiques in La Feuillée